# Linguïstische wending
De linguïstische wending is de grote verandering in de westerse filosofie van de twintigste eeuw wanneer de nadruk komt te liggen op taal en de constructie van realiteit.
Ludwig Wittgenstein kan beschouwd worden als een van de vaders van de linguïstische wending. Dit volgt uit zijn idee dat filosofische problemen opkomen door een verkeerd begrip van de logica van taal in zijn vroege werk, en opmerkingen over taalspelen in zijn latere werk.
Zeer verschillende intellectuele bewegingen werden geassocieerd met de term linguïstische wending. Het werd populair door de bloemlezing The Linguistic Turn. Essays in Philosophical Method waarvan Richard Rorty de redacteur was. Hij werkte in de traditie van de analytische filosofie.
Dat taal niet uitsluitend een transparant medium voor het denken is, werd benadrukt door een geheel andere vorm van taalfilosofie die zijn oorsprong vond in het werk van Johann Georg Hamann en Wilhelm von Humboldt. Deze traditie had aanvankelijk echter een voornamelijk indirecte relatie met de (Angelsaksische) analytische filosofie.
De erkenning van het belang van taal als constructief middel in de jaren 70 was te danken aan het werk uit een andere traditie, te weten het structuralisme en post-structuralisme. Hieronder vallen invloedrijke theoretici als Judith Butler, Luce Irigaray, Julia Kristeva en Jacques Derrida.